# Зведенівка
Зведе́нівка — село в Україні, у Джуринській сільській громаді Жмеринського району Вінницької області.
Населення становить 1284 осіб.

## Населення

### Мова
Розподіл населення за рідною мовою за даними :
| Мова            | Кількість | Відсоток |
| --------------- | --------- | -------- |
| українська      | 1271      | 98.99%   |
| російська       | 12        | 0.93%    |
| інші/не вказали | 1         | 0.08%    |
| Усього          | 1284      | 100%     |

## Географія
Через село тече річка Суха, ліва притока Мурафи.

## Відомі особистості
В поселенні народився:
- Куций Степан Юхимович (* 1952) — український скульптор.
- Снігур Олександр Іванович (* 1973) — український військовик, старший прапорщик Збройних сил України. Лицар Ордену «За мужність».